# Жеттинген
Жеттинге́н (фр. Jettingen) — коммуна на северо-востоке Франции в регионе Гранд-Эст (бывший Эльзас — Шампань — Арденны — Лотарингия), департамент Верхний Рейн, округ Альткирш, кантон Альткирш.
Площадь коммуны — 6,3 км², население — 508 человек (2006) с тенденцией к стабилизации: 505 человек (2012), плотность населения — 80,2 чел/км².

## Население
Численность населения коммуны в 2011 году составляла 506 человек, а в 2012 году — 505 человек.
| 1962 | 1968 | 1975 | 1982 | 1990 | 1999 | 2006 | 2008 | 2011 | 2012 |
| ---- | ---- | ---- | ---- | ---- | ---- | ---- | ---- | ---- | ---- |
| 391  | 430  | 383  | 394  | 470  | 502  | 508  | 512  | 506  | 505  |

Динамика населения:

## Экономика
В 2010 году из 340 человек трудоспособного возраста (от 15 до 64 лет) 255 были экономически активными, 85 — неактивными (показатель активности 75,0 %, в 1999 году — 72,1 %). Из 255 активных трудоспособных жителей работали 242 человека (134 мужчины и 108 женщин), 13 числились безработными (7 мужчин и 6 женщин). Среди 85 трудоспособных неактивных граждан 31 были учениками либо студентами, 21 — пенсионерами, а ещё 33 — были неактивны в силу других причин.
На протяжении 2011 года в коммуне числилось 207 облагаемых налогом домохозяйств, в которых проживало 504 человека. При этом медиана доходов составила 29626 евро на одного налогоплательщика.

## Достопримечательности (фотогалерея)

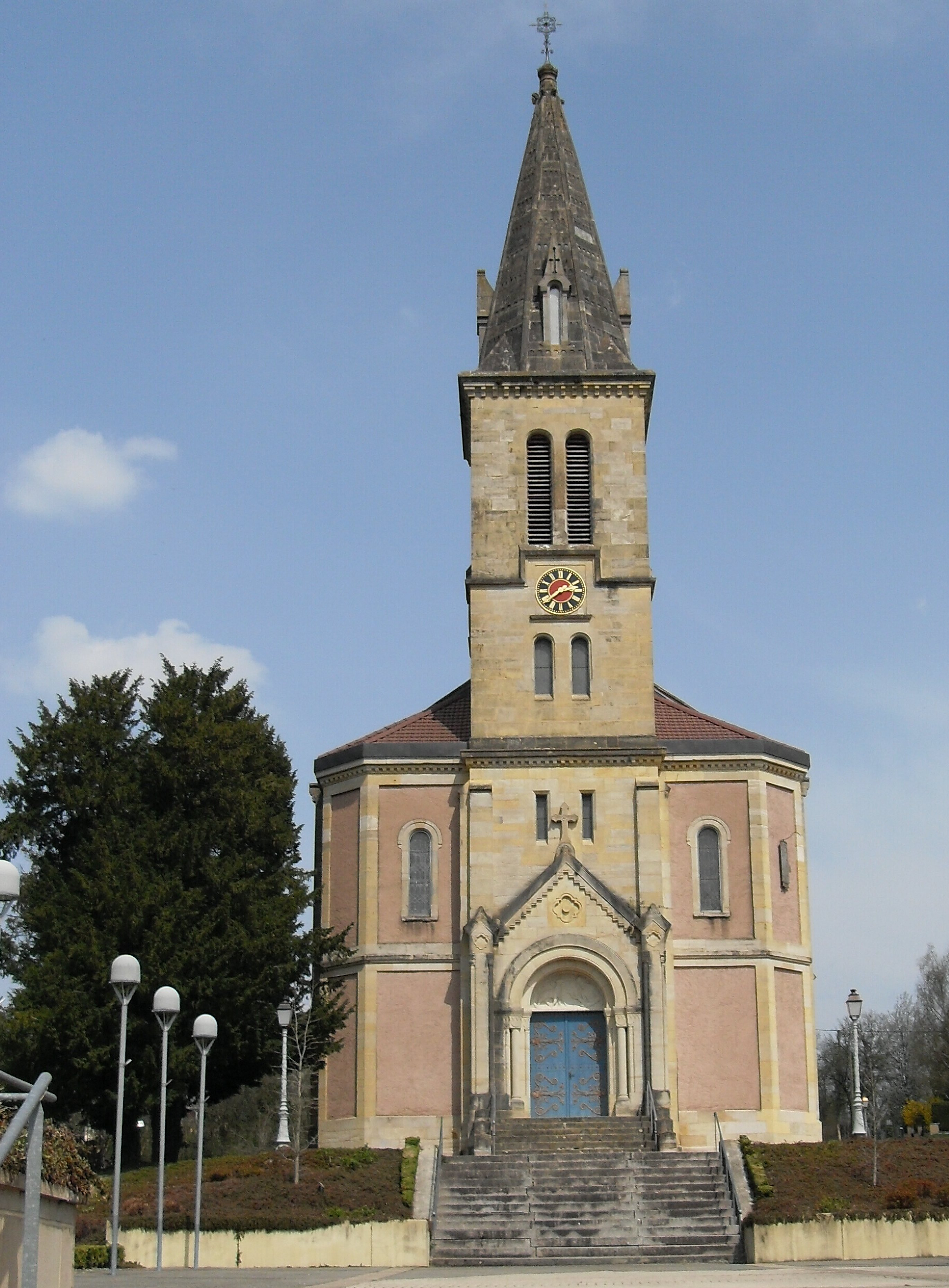
Церковь